# Vincenza Rando
Vincenza Rando, née le 9 juin 1958 est une femme politique italienne et avocate antimafia. Elle a été vice-présidente de l'association Libera et a aidé des femmes vivant dans des familles mafieuses à s'échapper avec Luigi Ciotti.

## Biographie
Vincenza Rando nait le 9 juin 1958. En 1985, elle obtient un diplôme de droit à l'Université de Palerme. Elle devient avocate, admise à exercer devant la Cour suprême, et possède deux cabinets, l'un à Niscemi et l'autre à Modène, où elle s'est installée dans les années 2000.
Elle est conseillère juridique auprès de nombreux organismes publics et d'entreprises.
Impliquée dans le volontariat et la coopération internationale, elle s'est particulièrement investie dans la lutte contre la mafia, et depuis 2006 elle est membre du bureau de la présidence nationale de l'association Libera, prenant même la fonction de  vice-présidente. En septembre 2024, lors d'une interview pour le New Yorker, le président et fondateur de Libera, Luigi Ciotti, déclare qu'il a supervisé pendant des décennies, avec Vincenza Rando, une opération secrète pour aider les femmes qui avaient fui leur famille ou des activités criminelles à reconstruire leur vie dans d'autres endroits. Dans ce cadre, Vicenza est entrée en contact avec Lea Garofalo dont elle devient l'avocate et sa fille Denise,. L'objectif est de sortir les femmes et les enfants de la violence des familles mafieuses, et de leur offrir une éducation dans une offensive indirecte contre la N'Drangheta. Elle lutte aussi contre les pratiques de l'usure qui ont pris un nouvel essor pendant la pandémie de COVID 19 en Italie, à travers la constitution dûn centre d'appel de Libera.

## Activité politique
Vincenza Rando commence son activité politique aux élections municipales de 1989 (it). Elle est élue conseillère municipale de Niscemi en Sicile sur les listes du Parti communiste italien (devenu en 1991 le Parti démocrate de la gauche. Elle est réélue aux élections municipales de 1994 (it) et  1998 (it), et devient d'abord adjointe au maire, puis conseillère aux activités productives, au jumelage, au travail et aux travaux publics dans les conseils de centre-gauche présidés par Salvatore Liardo. Elle reste en fonction jusqu'en 2000, lorsque le conseil municipal vote une motion de censure. Aux élections municipales de 2000 (it), elle est candidate à la mairie de Niscemi, soutenue par une coalition de centre-gauche : elle obtient 34,6 % des voix au premier tour, contre 48,7 % pour Mario Parrimuto du centre-droit. Ce dernier l'emporte au second tour avec 62,01 % contre 37,09 % pour Rando.
Vincenza Rando se présente comme candidate au Sénat de la République durant les élections générales de 2022 dans la circonscription uninominale Émilie-Romagne - 02 (it) pour le centre-gauche (sur le quota du Parti démocrate, bien qu'elle n'en soit pas adhérente). Elle est élue sénatrice avec 37,78 % des voix devant Enrico Aimi (it) de la  coalition du centre droit de 2018 (it) (36,37%) et Maria Laura Mantovani (it) du Mouvement 5 étoiles (10,83%).